# Myths of the Near Future
Myths of the Near Future – debiutancki album studyjny angielskiego zespołu new rave Klaxons wydany 29 stycznia 2007 przez Polydor Records, za którą grupa otrzymała Mercury Prize 2007. Płyta nosi nazwę według zbioru opowiadań Jamesa Grahama Ballarda.

## Lista utworów
1. "Two Receivers" – 4:18
2. "Atlantis to Interzone" – 3:18
3. "Golden Skans" – 2:45
4. "Totem on the Timeline" – 2:41
5. "As Above, So Below" – 3:58
6. "Isle of Her" – 3:54
7. "Gravity's Rainbow" – 2:37
8. "Forgotten Works" – 3:26
9. "Magick" – 3:30
10. "It's Not Over Yet" Cover "Not Over Yet", autorstwa Roba Daviesa, Paula Oakenfolda, Michaela Wyzgowskiego – 3:35
11. "Four Horsemen of 2012" – 19:42